# 情人 (泰勒絲專輯)
《情人》是美國創作歌手發行的第7張錄音室專輯，於2019年8月23日由聯眾唱片發行。斯威夫特描述這張專輯是個「愛的情書」，《情人》的歌曲有愛情的起伏，並融入更輕快、更明亮、更開朗的節奏，與前一張於2017年發行的專輯《舉世盛名》的黑暗有所不同。這張專輯得到了許多音樂評論家們的正面評價，他們讚揚斯威夫特的歌曲創作表達了對情感的成熟和樸實。
《情人》被描述是一張流行、流行搖滾、電子流行及合成器流行的專輯，專輯大部分的歌曲是以上的音樂類型，除了以上的音樂類型外，其中有一些歌曲甚至包括夢幻流行、流行民謠、泡泡糖流行樂、放克、節奏藍調及鄉村。這張專輯由斯威夫特製作及執行製作，杰克·安东诺夫、喬爾·立特、路易斯·貝爾、弗蘭克·杜克斯及索偉夫也參與製作。
《情人》專輯中客串了歌手布伦登·尤里及鄉村團體狄克西女子合唱團。專輯收錄單曲〈我！〉、〈你需要冷靜一下〉、同名歌曲、及〈慘痛夏日〉和宣傳單曲〈弓箭手〉，專輯所有歌曲18首歌皆進入《告示牌》百强单曲榜，〈我！〉及〈你需要冷靜一下〉皆得第2名、同名歌曲得第10名、〈男人〉得第23名及〈弓箭手〉得第38名，〈慘痛夏日〉在正式作为单曲前曾最高得第29名，轉為正式單曲後最高得第1名，讓斯威夫特成為單張專輯同時最多歌曲進榜的女歌手。《情人》在美國總共獲得86.7萬張銷量，也讓這張專輯在《公告牌》二百强专辑榜獲得第一，是斯威夫特第6張的冠軍專輯，也是2019年發行首週最暢銷的冠軍專輯。這張專輯以在美國超過200萬的銷量被美國唱片業協會認證為雙白金專輯，並且是2019年美國最暢銷專輯。在全球，《情人》在發行首週在全球發行首週共200萬張，並且是2019年全球最暢銷錄音室專輯，截至2020年1月，《情人》在全球的專輯銷量已超過500萬張。為了宣傳這張專輯，斯威夫特將在2020年開始她的第六次世界巡迴演唱會情人音樂節巡迴演唱會，但由於影響而導致這次巡演被取消。
《情人》於2019年全美音樂獎獲得「最佳流行/搖滾專輯」及第62屆葛萊美獎入圍了「最佳流行演唱專輯」，是斯威夫特第三次連續入圍此獎項，《1989》及《舉世盛名》都曾入圍最佳流行演唱專輯，但僅《1989》有獲得此獎項；單曲〈你需要冷靜一下〉及同名歌曲都有入圍此屆葛萊美獎，分別入圍「最佳流行歌手」及「年度歌曲」。這張專輯出現在2019年的許多年度最佳音樂專輯列表上，其中在《告示牌》的全體員工排出的年終列表「2019年最佳前50專輯列表」，《情人》在列表中排名第三名。
在2023年3月17日，泰勒絲為慶祝時代巡迴演唱會開場，在各音樂串流平台釋出原收錄在《情人》中的棄曲《All Of The Girls You Loved Before》。

## 背景
2019年2月24日，斯威夫特在Instagram帳號上上傳了一張七棵棕櫚樹的照片後，引起了大眾對於《情人》的猜測， 事後她也證實了專輯於照片上傳當天完成， 而在4月13日時，斯威夫特於她的官方網站上放上結束於同月26日的倒數計時。 倒數結束時，斯威夫特釋出客串迪斯可癟三的主唱布伦登·尤里的單曲〈我！〉及單曲的音樂錄影帶。 她同時也告知她的粉絲要注意影片中專輯名稱的提示。許多粉絲則把提示指向背景中掛在建築物上的「Lover」標誌。 2019年6月13日，斯威夫特在Instagram的直播中對於名稱的猜測表示肯定。 她同時宣布第二張單曲〈你需要冷靜一下〉將於隔日6月14日發行，並在三天後釋出音樂錄影帶。 另外，她也表示專輯之所以挑在2019年8月23日發行，是因為8+2+3=13—是泰勒絲最喜歡、同時也是她的幸運數字。 6月13日在Instagram直播時，斯威夫特將這張專輯描述為是一張浪漫的專輯，聲稱它「不單單只是張主題專輯，也不只有情歌或某些事物。而這些關於"某些事物"想法轉變為具有更為浪漫的意涵，它不必是一首快樂的歌曲。你可以在這些浪漫的情感中找到孤獨的一面，或是悲傷的一角，抑或是你生活中正在經歷的一段歷程......它只是透過浪漫的視角來看待這些情感。」

## 詞曲
《情人》是斯威夫特擁有時長最長的專輯，共18首歌曲，播放1小時1分48秒。豪華版額外收錄獨家創作語音備忘錄。《情人》與前一張於2017年發行的專輯《舉世盛名》的嘻哈節奏與黑暗有所不同，並回到受1980年代影響的《1989》的合成器流行樂，並大部分使用流行樂、流行搖滾、電子流行及合成器流行。
|  | 「《舉世盛名》跟我平常所做的專輯非常不一樣。 《情人》這張專輯感覺就像是回到了那時在蓋房時我寫歌的根本。 說實話，在這張專輯的歌詞內容上我不是主角， 這只是我的感覺。 並且其中有很多非常私人化的坦白，而且，我喜歡隱喻。 我很喜歡在建立隱喻上花很長一段時間。 你知道，《舉世盛名》整張專輯只有是一個隱喻，但這真的是非常私人的專輯。 所以那真的很有趣。」 — 斯威夫特把《情人》跟《舉世盛名》做比較。 |

專輯的開場曲〈忘記你的存在〉是歡送《舉世盛名》的黑暗，設置了極簡主義的鋼琴和手指彈奏。第二首〈慘痛夏日〉是一首合成器流行樂歌曲並與美國歌手安妮·克拉克共同創作，根據斯威夫特的說法，這是關於「夏日浪漫的感覺……其中充滿了絕望、痛苦及你渴望的但您還沒有的東西。」。第三首同名歌曲也是第三支單曲〈情人〉，是一個緩慢的鄉村華爾茲舞曲，與Mazzy Star的「 Fade into You」相提並論。第四首是一首合成器流行的歌曲，具有華麗的和聲和模糊的合成器。在這首快節奏的歌曲中，泰勒絲想像如果她是男性，媒體會對她是什麼不一樣的待遇。第五首〈弓箭手〉是第一首宣傳單曲，是一首合成器流行歌曲和夢幻流行歌曲，斯威夫特反映了她的缺點， 一些樂評將這首歌與斯威夫特的2012年專輯《紅色》的曲目〈回憶太清晰〉進行了比較。受放克影響的第六首〈我想他懂我〉，斯威夫特檢查了一段關係的發展，同時還參考了納許維爾的音樂街。
第七首〈美國小姐與心碎王子〉表達了斯威夫特對美國政治和不平等狀況的失望，且被描述為「一種夢幻的愛情頌歌，以拉娜·德雷為榮」，並與斯威夫特2008年的歌曲〈天生一對〉和2010年的歌曲〈直到永遠〉進行了比較。第八首充滿樂觀的歌曲〈手作紙戒〉包含流行朋克元素，其中這首歌敘述斯威夫特與人承諾的關係。第九首〈柯妮莉亞街〉以英國格林威治村的一條街道命名，斯威夫特在那條街上租了一間公寓， 在以鋼琴為後盾的民謠中，她擔心自己的愛情不會繼續維持下去。第十首樂觀的分手歌曲〈凌虐之死〉的靈感來自Netflix電影Someone Great，而這部電影是受到斯威夫特的2014年專輯《1989》的《淨空》的啟發。第十一首〈倫敦男孩〉的主題是伊卓瑞斯·艾巴和詹姆斯·柯登的口頭介紹，他們倆與斯威夫特都是《貓 電影》中的主演，歌詞中並提及設計師斯特拉·麥卡特尼，斯威夫特與她合作推出了一系列的時尚周邊，歌曲被認為是關於斯威夫特的男友，演員喬·歐文；一些評論員與紅髮艾德的歌曲〈高威女孩〉相似。第十二首〈你很快就會好好的〉是一首鄉村歌曲並客串狄克西女子合唱團，這首歌的特色有滑音管吉他、狄克西女子合唱團的和聲、小提琴及班卓琴，這首歌談論到了斯威夫特的父母與癌症的鬥爭，尤其是母親的第二期。
第十三首〈假神〉是一首感性的節奏藍調風格的情歌，其中有孤獨的薩克斯風與歌詞相呼應，喚起了宗教意象。第十四首也是第二支單曲〈你需要冷靜一下〉是一首對抗斯威夫特的酸民及支持同性戀的一首歌。在第十五首〈餘韻〉中，斯威夫特因戀愛關係失敗而向一個浪漫伴侶道歉。第十六首也是首支單曲〈我！〉客串迪斯可癟三的主唱布伦登·尤里，這首歌是一首合成器流行樂及泡泡糖流行樂病談論到有關自我肯定和個人主義的主題。第十七首〈有個朋友真好〉是一首独立流行歌曲，記錄了斯威夫特的浪漫主義從童年到成年的演變過程，斯威夫特的歌聲搭配著鋼鼓及豎琴，並在歌曲中間有小號獨奏聲打斷， 這首歌還從多倫多攝政公園音樂學院的專輯Parkscapes中採樣了曲目「南方的夏天」。第十八首也是最後一首〈曙光〉呼應了2012年專輯中《紅色》的同名歌曲，一些音樂雜誌將其解釋為斯威夫特的個人成長和對愛情的更成熟理解的標誌。 歌曲和專輯以斯威夫特的口語獨白來做結尾：「我想以我愛的事物來定義。不是我討厭的事物，不是我害怕的事物，不是半夜困擾我的事物。 我想你就是你所愛的人。」

## 發行與宣傳

### 版本
專輯封面由24歲來自哥倫比亞的Valheria Rocha拍攝。專輯將會有6個版本，皆為18首歌曲，有1個普通版、4種豪華版及1個豪華盒裝版，其中4種豪華版及豪華盒裝版皆附加收錄2首斯威夫特創作歌曲的音檔，僅在目標百貨販售。

### 單曲
斯威夫特的歌曲〈我！〉邀請迪斯可癟三的主唱布伦登·尤里進行客串。於2019年4月26日發行作為《情人》的首張單曲，與音樂錄影帶一起發行。2019年6月13日，斯威夫特於Instagram直播，宣布〈你需要冷靜一下〉做為第二首單曲於2019年6月14日發行，與歌詞錄影帶發行，音樂錄影帶於2019年6月17日發行。斯威夫特於青少年选择奖發表得獎感言時宣布同名歌曲於2019年8月16日發行。

### 宣傳單曲
〈弓箭手〉是《情人》的第一首宣傳單曲，於2019年7月23日發行，斯威夫特在Instagram直播說到這不是一首單曲，只是想給粉絲們看這張專輯的另一面，同時也表明並不會為這首歌拍音樂錄影帶，僅有歌詞錄影帶。

### 現場表演
斯威夫特在各種現場演出中宣傳及表演專輯的很多首曲目。斯威夫特與布倫登·尤里曾多次一起表演〈我！〉，包括在「2019年公告牌音乐奖」頒獎典禮上首次現場表演〈我！〉、在《美國好聲音》第16季決賽中壓軸演出〈我！〉、在iHeartRadio Wango Tango一起壓軸演唱〈我！〉。斯威夫特也多次首次演出〈我！〉的獨唱版本，包括在德國超級名模生死鬥第14季的決賽時演出、斯威夫特在英國受邀擔任葛雷漢諾頓秀的嘉賓，並演唱〈我！〉的獨唱版本、斯威夫特在法國好聲音第八季中演唱〈我！〉的獨唱版本、在亞馬遜音樂的Prime一天演唱會上表演〈我！〉的獨唱版本及首次表演〈你需要冷靜一下〉。 專輯發行前一天，斯威夫特在YouTube的直播中首次演唱〈弓箭手〉。斯威夫特開場2019年MTV音樂錄影帶大獎，演唱〈你需要冷靜一下〉及首次表演同名歌曲，並在當天贏得3大獎，成為最大贏家。2019年9月2日，斯威夫特在BBC廣播一台的Live Lounge表演〈你需要冷靜一下〉、同名歌曲、〈弓箭手〉及〈倫敦男孩〉。2019年9月9日，斯威夫特在法國巴黎的奥林匹亚音乐厅表演單場演唱會，名稱叫「情人城市演唱會」，本次單場演唱會表演許多《情人》的歌曲，包括〈我！〉、〈弓箭手〉、〈凌虐之死〉、〈柯妮莉亞街〉、〈曙光〉、〈你需要冷靜一下〉、同名歌曲，也演唱了前幾張專輯的歌曲。2019年11月10日，斯威夫特在中国上海举办的天猫双11晚会中压轴连唱了〈我！〉、〈情人〉和〈你需要冷靜一下〉及三首歌曲。2023年至2024年的時代巡迴演唱會举办期间，〈美国小姐与心碎王子〉、〈慘痛夏日〉、〈男人〉、〈你需要冷靜一下〉、〈情人〉和〈弓箭手〉六首歌曲被列入正式歌单。

### 巡迴演唱會（已經取消）
2019年9月17日，斯威夫特於自己的社群帳號及網站公布了情人音樂節巡迴演唱會的部分場次，於2020年的夏天從比利時開始，斯威夫特說到：「《情人》專輯是開闊的田野，日落，以及夏日。 我想以一種更為真實的方式來表演。 我同時也想去一些從沒去演出過的地方進行我的演唱會。 在從沒進行過的地方，我們選定了一些據點來舉辦演出。」
由於，計劃於2020年的大部分演唱會場次都被取消，美國和巴西的演出日期被延遲改期至2021年。2021年2月26日，斯威夫特宣佈該巡回演唱會正式取消。

## 商業成績及評價
| 綜合得分       | 綜合得分 |
| 來源           | 評分     |
| -------------- | -------- |
|                | 7.5/10   |
|                | 79/100   |
| 評論得分       |          |
| 來源           | 評分     |
| 《Allmusic》   | [ 69 ]   |
| 《影音俱樂部》 | A-       |
| 《每日電訊報》 | [ 71 ]   |
| 《娛樂週刊》   | B+       |
| 《衛報》       | [ 73 ]   |
| 《新音樂快遞》 | [ 74 ]   |
| 《Pitchfork》  | 7.1/10   |
| 《滾石》       | [ 12 ]   |
| 《偏鋒雜誌》   | [ 13 ]   |
| 《綜藝》       | 9/10     |

2019年7月，《情人》的預載列表量於全球網路平台達到17萬8600份，並成為了Apple Music女歌手專輯中首日開放預載列表量最多的專輯。 包含在Apple Music中，《情人》成為了全球首日開放預載列表量最多的流行專輯。《情人》全球首日銷量為200萬，全美首周銷量為86.7萬，首週賣出300萬份的銷量，利用專輯等價單位計算，也在各國音樂專輯排行榜首週獲得冠軍，包括美國、英國、愛爾蘭、加拿大、西班牙及澳大利亞等，這也是斯威夫特在告示牌200強專輯榜的第6張冠軍專輯，這張專輯也成為了2019年最暢銷專輯。專輯18首歌曲全部進入告示牌100大單曲榜，讓斯威夫特成為單張專輯同時最多歌曲進榜的歌手。這張專輯与之前发行的五张专辑使得斯威夫特成为了史上第一位拥有六张於發行首周内在美國卖出超过50万张专辑的女歌手，同时也是2019年销量最快突破100万的专辑，虽然该专辑是斯威夫特在2010年发布《爱的告白》后第一次未能达到首周100万销量的专辑。《情人》獲得了美國唱片業協會的白金認證，相當於獲得在美國賣出100萬張專輯。

### 年終排名
| 出版社                 | 列表                                         | 排名   | 參考    |
| ---------------------- | -------------------------------------------- | ------ | ------- |
| 《告示牌》             | 2019年最佳前50專輯                           | 3      | [ 84 ]  |
| 《影音俱樂部》         | 安妮·扎列斯基的2019年最佳前10專輯            | 2      | [ 85 ]  |
| 《Chorus.fm》          | Chorus.fm的2019年最佳前25專輯                | 7      | [ 86 ]  |
| 《城市頁面》           | 2019年最佳前75專輯                           | 19     | [ 87 ]  |
| 《紳士》               | 2019年最佳專輯                               | 不適用 | [ 88 ]  |
| 《推子》               | 2019年最佳專輯                               | 不適用 | [ 89 ]  |
| 《洪水》               | 2019年最佳專輯                               | 15     | [ 90 ]  |
| 《早安美國》           | 2019年最佳前50專輯                           | 6      | [ 91 ]  |
| 《衛報》               | 2019年最佳前50專輯                           | 29     | [ 92 ]  |
| 《哈佛艷紅色》         | 2019年最佳專輯                               | 10     | [ 93 ]  |
| 《獨立報》             | 2019年最佳前50專輯                           | 19     | [ 94 ]  |
| 《拉斯維加斯周刊》     | 2019年最喜愛專輯                             | 8      | [ 95 ]  |
| 《洛杉磯時報》         | 2019年最佳專輯及歌曲                         | 10     | [ 96 ]  |
| 《MTV》                | 2019年年度專輯                               | 不適用 | [ 97 ]  |
| 《音樂雜誌》           | 音樂雜誌的2019年最佳專輯                     | 7      | [ 98 ]  |
| 《音樂OMH》            | 音樂OMH的2019年最佳前50專輯                  | 22     | [ 99 ]  |
| 《纽约时报》           | 2019年最佳專輯                               | 14     | [ 100 ] |
| 《新音乐快递》         | 2019年最佳前50專輯                           | 41     | [ 101 ] |
| 《Paper雜誌》          | Paper的2019年最佳前20專輯                    | 20     | [ 102 ] |
| 《Paste雜誌》          | 2019年最佳前15流行專輯                       | 12     | [ 103 ] |
| 《時人》               | 2019年最佳前10專輯                           | 3      | [ 104 ] |
| 《PopBuzz》            | 2019年最佳前20專輯                           | 18     | [ 105 ] |
| 《PopCrush》           | 2019年最佳前25專輯                           | 不適用 | [ 106 ] |
| 《PopSugar》           | 可以讓2019看起來幾乎可以忍受的前47張專輯     | 30     | [ 107 ] |
| 《Q雜誌》              | Q Magazine的2019年最佳前50專輯               | 35     | [ 108 ] |
| 《滾石》               | 2019年最佳前50專輯                           | 4      | [ 109 ] |
| 《滾石》               | Rob Sheffield的2019年最佳前25專輯            | 1      | [ 110 ] |
| 《聖地亞哥聯合論壇報》 | 幫助我在2019年生存的9張專輯                  | 8      | [ 111 ] |
| 《Slate雜誌》          | 2019年最佳專輯                               | 不適用 | [ 112 ] |
| 《星論壇報》           | Our Music Critic的2019年最佳前10專輯及演唱會 | 7      | [ 113 ] |
| 《星期日泰晤士報》     | 2019年最佳前100唱片                          | 不適用 | [ 114 ] |
| 《Uproxx雜誌》         | 2019年最佳專輯, Ranked                       | 25     | [ 115 ] |
| 《今日美國》           | 2019年最佳前10專輯                           | 3      | [ 116 ] |
| 《我們的週報》         | 2019年最佳前10專輯                           | 7      | [ 117 ] |
| 《綜藝》               | 2019年最佳專輯                               | 1      | [ 118 ] |
| 《WJBC雜誌》           | 2019年最佳專輯                               | 3      | [ 119 ] |
| 《年輕人雜誌》         | 2019年最佳前50專輯                           | 31     | [ 120 ] |

## 獎項
《情人》及其單曲入圍第62屆葛萊美獎的3項獎項。專輯入圍「最佳流行演唱專輯」，這是斯威夫特第三次入圍此獎項，《1989》曾得過此獎，《舉世盛名》僅入圍此獎項。單曲〈你需要冷靜一下〉入圍「最佳流行歌手」，這是斯威夫特第三次入圍此獎項，〈通通甩掉〉及〈空白〉皆入圍過。同名歌曲入圍四大獎項中的「年度歌曲」，這是斯威夫特第4次入圍此獎項，〈与我同在〉、〈通通甩掉〉及〈空白〉皆入圍過此獎項。
《情人》在2019年全美音樂獎中，獲得「最佳流行/搖滾專輯」，這是斯威夫特第3次獲得此獎，成為獲得最多此獎的歌手。單曲〈你需要冷靜一下〉的音樂錄影帶獲得「最佳音樂錄影帶」，這是斯威夫特第一次獲得此獎。
| 年份 | 組織                   | 獎項                       | 成績 | 參考    |
| ---- | ---------------------- | -------------------------- | ---- | ------- |
| 2019 | 全美民選獎             | 2019年最佳專輯             | 獲獎 | [ 121 ] |
| 2019 | 全美音樂獎             | 最佳流行/搖滾專輯          | 獲獎 | [ 122 ] |
| 2020 | 葛萊美獎               | 最佳流行演唱專輯           | 提名 | [ 123 ] |
| 2020 | 印度環球音樂           | 年度專輯                   | 獲獎 | [ 124 ] |
| 2020 | Ganna選偶像            | 最佳國際專輯               | 獲獎 | [ 125 ] |
| 2020 | 日本金唱片大獎         | 年度專輯（西洋）           | 獲獎 | [ 126 ] |
| 2020 | 日本金唱片大獎         | 最佳3張專輯                | 獲獎 | [ 126 ] |
| 2020 | 十大中文金曲頒獎音樂會 | 最佳暢銷專輯（英語）       | 獲獎 | [ 127 ] |
| 2020 | 吉尼斯世界纪录         | 2019年全球最佳暢銷獨唱專輯 | 獲獎 | [ 128 ] |
| 2020 | iHeartRadio音樂獎      | 年度流行專輯               | 獲獎 | [ 129 ] |
| 2020 | 告示牌音樂獎           | 最佳告示牌專輯             | 提名 | [ 130 ] |

## 曲目列表
| 標準版   | 標準版                                                                                       | 標準版                                 | 標準版                       | 標準版  |
| 曲序     | 曲目                                                                                         | 词曲                                   | 製作人                       | 时长    |
| -------- | -------------------------------------------------------------------------------------------- | -------------------------------------- | ---------------------------- | ------- |
| 1.       | 忘記你的存在 I Forgot That You Existed                                                       | 路易斯·貝爾 弗蘭克·杜克斯              | 斯威夫特 貝爾 杜克斯         | 2:51    |
| 2.       | 慘痛夏日 Cruel Summer                                                                        | 斯威夫特 杰克·安东诺夫 安妮·克拉克     | 斯威夫特 安东诺夫            | 2:58    |
| 3.       | 情人 Lover                                                                                   | 斯威夫特                               | 斯威夫特 安东诺夫            | 3:41    |
| 4.       | The Man                                                                                      | 斯威夫特 喬爾·立特                     | 斯威夫特 立特                | 3:10    |
| 5.       | 弓箭手 The Archer                                                                            | 斯威夫特 安东诺夫                      | 斯威夫特 安东诺夫            | 3:31    |
| 6.       | 我想他懂我 I Think He Knows                                                                  | 斯威夫特 安东诺夫                      | 斯威夫特 安东诺夫            | 2:53    |
| 7.       | 美國小姐與心碎王子 Miss Americana & the Heartbreak Prince                                    | 斯威夫特 立特                          | 斯威夫特 立特                | 3:54    |
| 8.       | 手作紙戒 Paper Rings                                                                         | 斯威夫特 安东诺夫                      | 斯威夫特 安东诺夫            | 3:42    |
| 9.       | 科妮莉亞街 Cornelia Street                                                                   | 斯威夫特                               | 斯威夫特 安东诺夫            | 4:46    |
| 10.      | 致命千伤 Death by a Thousand Cuts                                                            | 斯威夫特 安东诺夫                      | 斯威夫特 安东诺夫            | 3:19    |
| 11.      | 倫敦男孩 London Boy                                                                          | 斯威夫特 安东诺夫 卡歇爾斯·克雷 索偉夫 | 斯威夫特 安东诺夫 索偉夫 [a] | 3:10    |
| 12.      | 你很快就會好好的（狄克西女子合唱團助陣） Soon You'll Get Better (featuring the Dixie Chicks) | 斯威夫特 安东诺夫                      | 斯威夫特 安东诺夫            | 3:22    |
| 13.      | 偽神 False God                                                                               | 斯威夫特 安东诺夫                      | 斯威夫特 安东诺夫            | 3:20    |
| 14.      | 你需要冷靜一下 You Need to Calm Down                                                         | 斯威夫特 立特                          | 斯威夫特 立特                | 2:51    |
| 15.      | 餘韻 Afterglow                                                                               | 斯威夫特 貝爾 杜克斯                   | 斯威夫特 貝爾 杜克斯         | 3:43    |
| 16.      | （迪斯可癟三成員布伦登·尤里助陣） ME! (featuring Brendon Urie of Panic! at the Disco)        | 斯威夫特 立特 尤里                     | 斯威夫特 立特                | 3:13    |
| 17.      | 有個好友真好 It's Nice to Have a Friend                                                      | 斯威夫特 貝爾 杜克斯                   | 斯威夫特 貝爾 杜克斯         | 2:30    |
| 18.      | 曙光 Daylight                                                                                | 斯威夫特                               | 斯威夫特 安东诺夫            | 4:53    |
| 总时长： | 总时长：                                                                                     | 总时长：                               | 总时长：                     | 1:01:48 |

| 豪華版 加值曲目 | 豪華版 加值曲目                                                       | 豪華版 加值曲目 |
| 曲序            | 曲目                                                                  | 时长            |
| --------------- | --------------------------------------------------------------------- | --------------- |
| 19.             | 忘記你的存在（創作語音備忘錄） I Forgot That You Existed (Voice Memo) | 3:30            |
| 20.             | 情人（創作語音備忘錄） Lover (Voice Memo)                             | 5:39            |
| 总时长：        | 总时长：                                                              | 1:10:57         |

### 備註
- ^a  表示聯合製作人
- 〈倫敦男孩〉采样了卡歇爾斯·克雷的歌曲〈Cold War〉。
- 歌曲中文名為星外星唱片中國大陸引進版和環球唱片台灣引進版官方譯名[1][2]。

## 製作團隊
名單來自《情人》專輯內所附的內容介紹
- Taylor Swift ：整張專輯的主要聲樂、和聲、詞曲作家、製作人、執行製作人；專輯包裝設計指導；豪華版的日記及個人照片；第8首的打擊樂器
- Jack Antonoff：第2, 3, 5, 6, 8-13, 18首的製作人；鍵盤、編程、錄製；第3, 8, 9, 12, 18首的鋼琴；第2, 3, 8, 9首的鼓；第3, 6, 8, 12首的原聲吉他；第6, 8, 18首電子吉他；第3, 8, 11首的打擊樂器及貝斯；第2首的聲碼器；第10首的合成器；第10首的吉他；第12首的烏利澤；第8首的和聲
- Joel Little：第4, 7, 14, 16首的製作人、錄製、鍵盤、鼓的編程；第16首的合成器及吉他
- Louis Bell：第1, 15, 17首的製作人、編程、錄製；第1首的鍵盤
- Frank Dukes：第1, 15, 17首的製作人、編程、吉他
- Sounwave：第11首的製作人
- Brendon Urie：第16首的歌手及詞曲作家
- Dixie Chicks：第12首客串歌手、小提琴及班卓琴
- Annie Clark：第2首的詞曲作家及吉他
- Cautious Clay：第11首的詞曲作家
- Laura Sisk：第2, 3, 5, 6, 8–13, 18首的錄製；第13首的和聲
- Grant Strumwasser：第1首的工程協助
- John Rooney：第2–6, 9–13, 18首的工程協助
- Jon Sher：第2, 6, 8, 11首的工程協助
- Nick Mills：第8, 11, 18首的工程協助
- Joe Harrison：第1, 15, 17首的吉他
- Serafin Aguilar：第1首的喇叭
- David Urquidi：第1首的薩克斯風
- Steve Hughes：第1首的長號
- Michael Riddleberger：第2, 13首的鼓
- Sean Hutchinson：第11首的鼓
- Mikey Freedom Hart：第11首的鍵盤；第13首的和聲
- Evan Smith：第11, 13首的鍵盤及薩克斯風
- Brandon Bost：第13首的和聲
- Cassidy Ladden：第13首的和聲
- Ken Lewis：第13首的和聲
- Matthew Tavares：第15, 17首的吉他
- Serban Ghenea：整張專輯的混音
- John Hanes：整張專輯的混音工程
- Randy Merrill：整張專輯的母帶
- Valheria Rocha：攝影師
- Andrea Swift：豪華版的個人照片
- Scott Swift：豪華版的個人照片
- Joseph Cassel：服裝造型師
- Riawna Capri：髮型師
- Lorrie Turk：化妝師
- Josh & Bethany Newman：專輯包裝設計指導
- Parker Foote：專輯包裝設計
- Jin Kim：專輯包裝設計
- Ryon Nishimori：專輯包裝設計
- Abby Murdock：專輯包裝設計

## 榜單

### 每週榜單
| 各國音樂榜單 (2019)                       | 最高 名次 |
| ----------------------------------------- | --------- |
| 澳大利亞（ARIA專輯榜）                    | 1         |
| 奧地利（奧地利Ö3專輯榜）                  | 2         |
| 比利時法蘭德斯（Ultratop專輯榜）          | 1         |
| 比利時瓦隆（Ultratop專輯榜）              | 4         |
| 加拿大（《告示牌》Canadian Albums Chart） | 1         |
| 捷克（ČNS IFPI專輯榜）                    | 2         |
| 丹麥（Hitlisten專輯榜）                   | 3         |
| 荷蘭（MegaCharts專輯榜）                  | 1         |
| 愛沙尼亞專輯榜 (Eesti Ekspress)           | 1         |
| 芬蘭（Suomen virallinen lista專輯榜）     | 4         |
| 法國（SNEP專輯榜）                        | 5         |
| 德國（Offizielle Top 100專輯榜）          | 2         |
| 匈牙利（MAHASZ專輯榜）                    | 8         |
| 愛爾蘭（IRMA專輯榜）                      | 1         |
| 義大利（FIMI專輯榜）                      | 2         |
| 日本（Oricon專輯榜）                      | 3         |
| 日本熱門專輯榜 (Billboard Japan)          | 3         |
| 挪威（VG-lista專輯榜）                    | 1         |
| 紐西蘭（RMNZ專輯榜）                      | 1         |
| 波蘭（ZPAV專輯榜）                        | 5         |
| 葡萄牙（AFP專輯榜）                       | 1         |
| 蘇格蘭（OCC專輯榜）                       | 1         |
| 西班牙專輯榜 (PROMUSICAE)                 | 1         |
| 瑞典（Sverigetopplistan專輯榜）           | 1         |
| 瑞士（Schweizer Hitparade專輯榜）         | 2         |
| 瑞士專輯榜 (Romandie)                     | 1         |
| 英國（OCC專輯榜）                         | 1         |
| 美國 《告示牌》二百大專輯榜               | 1         |
| 美國《滾石》前200專輯榜                   | 1         |

### 年終榜單
| 各國音樂榜單 (2019)              | 名次 |
| -------------------------------- | ---- |
| 澳大利亞專輯榜 (ARIA)            | 6    |
| 奧地利專輯榜 (Ö3 Austria)        | 64   |
| 比利時專輯榜 (Ultratop Flanders) | 28   |
| 比利時專輯榜 (Ultratop Wallonia) | 158  |
| 加拿大專輯榜 (《告示牌》)        | 14   |
| 丹麥專輯榜 (Hitlisten)           | 99   |
| 荷蘭專輯榜 (Album Top 100)       | 52   |
| 法國專輯榜 (SNEP)                | 179  |
| 德國專輯榜 (Offizielle Top 100)  | 88   |
| 愛爾蘭專輯榜 (IRMA)              | 23   |
| 日本熱門專輯榜 (《告示牌》)      | 98   |
| 日本專輯榜 (Oricon)              | 84   |
| 墨西哥專輯榜 (AMPROFON)          | 10   |
| 紐西蘭專輯榜 (RMNZ)              | 14   |
| 瑞士專輯榜 (Schweizer Hitparade) | 73   |
| 英國專輯榜 (OCC)                 | 24   |
| 美國《告示牌》二百大專輯榜       | 4    |
| 美國《滾石》前200專輯榜          | 3    |

### 歷史之最榜單
| 各國音樂榜單          | 名次 |
| --------------------- | ---- |
| 澳大利亞專輯榜 (ARIA) | 315  |
| 紐西蘭專輯榜 (RMNZ)   | 467  |

## 認證
| 地區                                                       | 认证    | 认证单位/销量 |
| ---------------------------------------------------------- | ------- | ------------- |
| 澳大利亚（澳大利亚唱片业协会）                             | 2× 白金 | 140,000‡      |
| 加拿大（加拿大音乐协会）                                   | 金      | 61,000        |
| 新西兰（新西兰唱片音乐协会）                               | 白金    | 15,000‡       |
| 挪威（國際唱片業協會挪威分会）                             | 白金    | 20,000*       |
| 丹麦（國際唱片業協會丹麥分會）                             | 金      | 20,000^       |
| 英国（英国唱片业协会）                                     | 金      | 198,892       |
| 美国（美國唱片業協會）                                     | 2× 白金 | 2,300,000     |
| 總計                                                       |         |               |
| 全球（聯眾唱片）                                           | —       | 5,000,000     |
| *僅含認證的實際銷量 ^僅含認證的出貨量 ‡僅含認證的+實際銷量 |         |               |

## 發行歷史
| 地區     | 日期           | 格式                 | 版本   | 唱片公司 | 參考    |
| -------- | -------------- | -------------------- | ------ | -------- | ------- |
| 全球     | 2019年8月23日  | CD 數位下載 串流媒體 | 普通版 | 聯眾     | [ 191 ] |
| 全球     | 2019年8月23日  | CD                   | 豪華版 | 聯眾     | [ 131 ] |
| 英國     | 2019年8月23日  | 卡式錄音帶           | 普通版 | 聯眾     | [ 192 ] |
| 歐洲     | 2019年8月23日  | 卡式錄音帶           | 普通版 | 聯眾     | [ 192 ] |
| 美國     | 2019年8月30日  | 卡式錄音帶           | 普通版 | 聯眾     | [ 193 ] |
| 澳大利亞 | 2019年11月1日  | 卡式錄音帶           | 普通版 | 聯眾     | [ 194 ] |
| 美國     | 2019年11月15日 | 黑膠唱片             | 普通版 | 聯眾     | [ 195 ] |
| 英國     | 2019年11月15日 | 黑膠唱片             | 普通版 | 聯眾     | [ 196 ] |
| 歐洲     | 2019年11月15日 | 黑膠唱片             | 普通版 | 聯眾     | [ 196 ] |